# اريقوناق (سنجك)
اريقوناق (بالكردية: Qomîk‏) (بالتركية: Arıkonak)‏ هي قرية كرديّة رشوانيّة تتبع إداريّاً لمديرية سنجك في محافظة أديامان التركية، بلغ عدد سكانها 174 نسمة في عام 2021 ويتبعها نجوع بوداق وقره جه وكوبه لي واورنباشي ويماجلي.